# اکاترینا نازاره
اکاترینا نازاره (رومانیایی: Ecaterina Nazare؛ زادهٔ ۲۷ مارس ۱۹۵۳) بازیگر زن تئاتر و سینما اهل رومانی است.